# تيري ستافورد
تيري ستافورد (بالإنجليزية: Terry Stafford) هو مغني ومغن مؤلف وموسيقي أمريكي، ولد في 22 نوفمبر 1941 في هوليس في الولايات المتحدة، وتوفي في 17 مارس 1996 في أماريلو في الولايات المتحدة بسبب خلل العضو.

## وصلات خارجية
- تيري ستافورد على موقع IMDb (الإنجليزية)
- تيري ستافورد على موقع ميوزك برينز (الإنجليزية)
- تيري ستافورد على موقع أول موفي (الإنجليزية)
- تيري ستافورد على موقع ديسكوغز (الإنجليزية)
- تيري ستافورد على موقع كينوبويسك (الروسية)